# Cantón de Retiers
El cantón de Retiers era una división administrativa francesa, que estaba situada en el departamento de Ille y Vilaine y la región de Bretaña.

## Composición
El cantón estaba formado por diez comunas:
- Arbrissel
- Coësmes
- Essé
- Forges-la-Forêt
- Le Theil-de-Bretagne
- Marcillé-Robert
- Martigné-Ferchaud
- Retiers
- Sainte-Colombe
- Thourie

## Supresión del cantón de Retiers
En aplicación del Decreto nº 2014-177 de 18 de febrero de 2014, el cantón de Retiers fue suprimido el 22 de marzo de 2015 y sus 10 comunas pasaron a formar parte del nuevo cantón de La Guerche-de-Bretagne.